# Капсульная кофеварка
Капсульная кофеварка, капсульная кофемашина — устройство для домашнего приготовления кофе эспрессо с использованием капсул с молотым кофе.
Капсульную кофеварку не следует путать с капельной кофеваркой, готовящей фильтр-кофе.

## История
Патент на изобретение капсульной системы был получен Эриком Фавром (Eric Favre) в 1978 году. Широкое распространение этого способа упаковки и заваривания кофе началось в конце 80-х.

## Принцип работы
После зарядки кофеварки кофейная капсула прокалывается, и в отверстия в крышке под давлением от 15 до 19 бар поступает горячая вода. Такой способ позволяет готовить кофе очень быстро, а также избавляет от необходимости постоянного очищения кофеварки.

## Капсулы
Капсула представляет собой порцию натурального жареного молотого кофе, упакованного в пищевой полимер, алюминий или прессованную бумагу, либо различную комбинацию данных материалов. Помол кофе и дозировка (6-9 г) тщательно подобраны для оптимального приготовления эспрессо в специальных кофеварках капсульной системы.
Каждая порция кофе упакована в индивидуальную герметичную упаковку, заполненную инертным газом, обладающим низкой химической активностью, препятствующим окислению кофе. Такой способ упаковки позволяет сохранять в течение длительного времени его вкусовые качества. Срок хранения кофе в капсулах от 9 до 16 месяцев в зависимости от купажирования и материала, использованного при упаковке капсулы.

## Устройство
Корпус капсульной кофеварки состоит из несущей рамы, на которой закреплены все узлы и блок управления, а также облицовочные материалы (металл, пластик), которые придают прибору эстетичный внешний вид.
Термоблок/бойлер — узел кофемашины, нагревающий холодную воду до нужной температуры для заваривания кофе.
Помпа — своего рода саморегулирующийся насос, создающий высокое давление в системе (принцип Бецера).
Блок управления — электронный узел, состоящий из плат и проводов. Он содержит программное обеспечение и систему управления прибором. Из блока управления поступают сигналы ко всем заварным узлам кофеварки при нажатии любой кнопки панели управления.
Система заваривания и выброса капсул — механическая система, позволяющая правильно зажать капсулу, проколоть отверстия и заварить кофе с последующим сбросом использованной капсулы в специальный поддон.
Дозатор воды отмеряет порции воды таким образом, что пользователь может программировать порции кофе как для большой, так и для маленькой чашки. Длительность подачи воды программируется индивидуально для каждой клавиши.